# Division de Sibu
La Division de Sibu (en malais, Bahagian Sibu) est une division administrative de l'État de Sarawak en Malaisie. Avec une superficie de 8 278,3 km2, elle est la troisième plus grande division du Sarawak.
Les 293 514 habitants de la Division sont principalement des Chinois, des Iban, des Malais et des Melanau.
L'économie régionale est principalement basée sur l'extraction du bois de la vaste forêt tropicale humide. Les produit du bois transformés sont la priorité du gouvernement. L'agriculture est relativement mineure, le palmier à huile et le poivre étant les principaux produits d'exportation. Le tourisme, en particulier l'écotourisme, est une composante croissante de l'économie.

## Districts
La Division de Sibu est elle-même divisée en trois districts suivants :
| Nom                  | Surface   | Capitale |
| -------------------- | --------- | -------- |
| District de Kanowit  | 2 254 km2 | Kanowit  |
| District de Sibu     | 2 230 km2 | Sibu     |
| District de Selangau | 2 230 km2 | Selangau |

## Membres du parlement
| Parlement     | Membre           | Parti     |
| ------------- | ---------------- | --------- |
| P210 Kanowit  | Aaron Ago Dagang | GPS (PRS) |
| P211 Lanang   | Alice Lau        | PH (DAP)  |
| P212 Sibu     | Ocar Ling        | PH (DAP)  |
| P213 Selangau | Baru Bian        | PSB       |

### Liens connexes
- Division de Malaisie orientale